# Parchovany
Parchovany (in ungherese Parnó) è un comune della Slovacchia facente parte del distretto di Trebišov, nella regione di Košice.